# Nyctiphantus bergi
Nyctiphantus bergi là một loài bọ cánh cứng trong họ Chrysomelidae. Loài này được Semenov miêu tả khoa học năm 1906.